# Les Revenants
Les Revenants – ścieżka dźwiękowa skomponowana przez szkocki zespół Mogwai do francuskiego serialu Powracający, wydana jako album 22 lutego 2013 roku.

## Historia albumu
W listopadzie 2012 roku na ekrany francuskich kin wszedł serial Powracający (fr. Les Revenants) w reżyserii Fabrice’a Goberta, emitowany przez Canal+. Serial przedstawiał świat, w którym ludzie powracają z martwych i próbują pokojowo re-integrować się ze społeczeństwem. Napisanie ścieżki dźwiękowej zaproponowano zespołowi, kiedy serial był w bardzo wczesnym stadium realizacji. Muzycy dostali streszczenie, po czym wysłali twórcom serialu kilka demo. Choć były to utwory napisane i nagrane wcześniej w ich domach i w ogóle nie pasujące do filmu, to twórcy serialu stwierdzili, iż większość z nich przypadła im do gustu. 

Opisali to jako inspirujące. Chcieli mieć jakiś rodzaj muzycznego nastroju, zanim zaczęli, więc na początku pracowaliśmy trochę na sucho...

Kiedy zaczęto kręcić film, zespół był w trasie koncertowej. Ścieżkę dźwiękową nagrał w studiu, zanim jeszcze zobaczył jakikolwiek materiał. Natomiast twórcy w trakcie realizacji filmu odtwarzali oryginalne dema, które zespół wysłał im wcześniej. W grudniu 2012 roku ukazała się EP-ka z kilkoma nagraniami ze ścieżki dźwiękowej, natomiast album – w lutym roku następnego.
Album ze ścieżką został wydany 22 lutego 2013 roku w Europie jako LP i CD. 4 dni później ukazał się w USA jako digital download.

## Lista utworów
| 1. | Hungry Face                 |  |
|    |                             |  |
| 2. | Jaguar                      |  |
|    |                             |  |
| 3. | The Huts                    |  |
|    |                             |  |
| 4. | Kill Jester                 |  |
|    |                             |  |
| 5. | This Messiah Needs Watching |  |
|    |                             |  |
| 6. | Whisky Time                 |  |
|    |                             |  |
| 7. | Special N                   |  |
|    |                             |  |
| 8. | Relative Hysteria           |  |
|    |                             |  |

| 1. | Fridge Magic                         |  |
|    |                                      |  |
| 2. | Portugal                             |  |
|    |                                      |  |
| 3. | Eagle Tax                            |  |
|    |                                      |  |
| 4. | Modern                               |  |
|    |                                      |  |
| 5. | What Are They Doing In Heaven Today? |  |
|    |                                      |  |
| 6. | Wizard Motor                         |  |
|    |                                      |  |

| 1.  | Hungry Face                          | 2:24  |
|     |                                      |       |
| 2.  | Jaguar                               | 2:19  |
|     |                                      |       |
| 3.  | The Huts                             | 4:02  |
|     |                                      |       |
| 4.  | Kill Jester                          | 3:29  |
|     |                                      |       |
| 5.  | This Messiah Needs Watching          | 4:37  |
|     |                                      |       |
| 6.  | Whisky Time                          | 1:39  |
|     |                                      |       |
| 7.  | Special N                            | 3:49  |
|     |                                      |       |
| 8.  | Relative Hysteria                    | 3:40  |
|     |                                      |       |
| 9.  | Fridge Magic                         | 3:22  |
|     |                                      |       |
| 10. | Portugal                             | 4:01  |
|     |                                      |       |
| 11. | Eagle Tax                            | 3:21  |
|     |                                      |       |
| 12. | Modern                               | 2:48  |
|     |                                      |       |
| 13. | What Are They Doing In Heaven Today? | 5:52  |
|     |                                      |       |
| 14. | Wizard Motor                         | 4:41  |
|     |                                      |       |
|     |                                      | 50:04 |
|     |                                      |       |

- Muzyka – Mogwai
- „What Are They Doing In Heaven Today?” – aranżacja: Mogwai, autorzy: Charles Elbert Tindley, utwór tradycyjny
- Produkcja – Mogwai, Niall McMenamin
- Rejestracja – Niall McMenamin[5].
- Sesje nagraniowe: 16–22 kwietnia, po 30 lipca, oraz od początku października do połowy listopada 2012 roku. Nagrywanie zostało zakończone w studiu Castle of Doom w Glasgow[8].

## Odbiór

### Opinie krytyków
| Oceny łączne         | Oceny łączne |
| Publikacja           | Ocena        |
| -------------------- | ------------ |
| Album of the Year    | 74/100       |
| AnyDecentMusic?      | 7.4/10       |
| Metacritic           | 77/100       |
| Recenzje             |              |
| Publikacja           | Ocena        |
| AllMusic             | [ 12 ]       |
| Consequence          | C-           |
| DIY                  | [ 14 ]       |
| Drowned in Sound     | 8/10         |
| The Guardian         | [ 16 ]       |
| laut.de              | [ 17 ]       |
| The Line of Best Fit | 7/10         |
| musicOMH             | [ 19 ]       |
| Pitchfork            | 7.6/10       |
| PopMatters           | 7/10         |
| Prog Archives        | 3.77/5.0     |
| RYM                  | 3.18/5       |
| Record Collector     | [ 24 ]       |
| The Skinny           | [ 25 ]       |
| Sputnikmusic         | 4/5          |
| Under the Radar      | 7/10         |

Album otrzymał średnią ocenę 74 na 100 na podstawie 12 recenzji w podsumowaniu Album of the Year, 7.4 na 10 na podstawie 22 recenzji w podsumowaniu AnyDecentMusic? i 77 na 100 na podstawie 20 recenzji krytycznych w podsumowaniu Metacritic.
Zdaniem Heather Phares z AllMusic „post-rock i zombie idą ręka w rękę, i nie bez powodu: mieszanka dramatycznej dynamiki i przejmujących melodii oddaje ogromny strach i szok, jaki wywołuje życie w świecie, w którym umarli chodzą po ziemi. Mogwai, którzy od samego początku eksplorowali w swojej muzyce obrazy śmierci i horroru, a na swoim koncie mają między innymi muzykę do Zidane’a i The Fountain Darrena Aronofsky’ego, już dawno powinni byli napisać muzykę do takiego projektu jak Les Revenants”. Muzyka albumu jest, jej zdaniem, „raczej powolnym spalaniem się, niż muzycznym inferno, a jej dźwięki raczej ewokują nastroje, niż je wymuszają.”.
„Les Revenants, dzięki znalezieniu idealnej inspiracji, stał się jedną z bardziej satysfakcjonująco spójnych i rozedrganych płyt Mogwai. Jeśli inwazja zombie była katalizatorem tego wspaniałego dzieła, miejmy nadzieję, że apokalipsa nadejdzie szybko” – ocenia Daniel Ross z BBC.
W opinii Alexandra Tudora z Drowned in Sound Les Revenants to „najbardziej witalne wydawnictwo Mogwai od lat; zbiór w pełni zrealizowanych utworów, które mogą być najbliższe ich największym przebojom w wersji akustycznej”.
„Odzwierciedlając niezależną naturę zespołu,Les Revenants pokazuje, że Mogwai odniósł sukces w dążeniu do zastąpienia typowych, wywołujących niepokój partytur z filmów grozy, takimi, które zachęcają widza do odkrywania własnych lęków w melodii” – twierdzi Derek Staples z magazynu Consequence. Jako najważniejsze utwory wymienia: 'This Messiah Needs Watching' i 'Special N'.
Według Davida Mellera z musicOMH „Mogwai ponownie wyprodukowali ścieżkę dźwiękową, która może być traktowana jako samodzielny album. Dla tych, którzy dopiero odkrywają Mogwai, być może dzięki serialowi, jest to bardzo obiecujące miejsce na początek; dla wieloletnich fanów jest to kolejny udany dodatek do ich katalogu” choć, „aby w pełni docenić Les Revenants, trzeba oczywiście zobaczyć, jak [muzyka albumu] funkcjonuje jako ścieżka dźwiękowa w samym serialu” – zastrzega się autor.
Ian Mathers z PopMatters zauważa, że trzeci album Mogwai ze ścieżkę dźwiękową, po wydanych w 2006 roku Zidane: A 21st Century Portrait i The Fountain jest „w pewnym sensie pierwszym prawdziwym zetknięciem Mogwai z komponowaniem ścieżki dźwiękowej. Zidane, mimo wszystko, został nagrany w dość krótkim czasie i częściowo improwizowany, a w The Fountain zespół wspomagał pracę Clinta Mansella i Kronos Quartet”. Oceniając sam album stwierdza, iż jego „partytura jest zarówno znajoma, jak i nowa dla długoletnich fanów, czasami jednocześnie. Les Revenants jest imponujący przede wszystkim dlatego, że pokazuje jak dobry jest Mogwai, nawet jeśli gra wbrew (kilku) swoim mocnym stronom”.
Zdaniem Brama E. Giebena z The Skinny „ścieżka dźwiękowa Mogwai do francuskiego serialu o zombie, Les Revenants to ćwiczenie ze świadomej samokontroli i powściągliwości. Ich zwyczajowe, napędzane sprzężeniami zwrotnymi ściany gitarowego hałasu zostały odsunięte na dalszy plan na rzecz delikatnego instrumentarium zbudowanego z fortepianu i organów, smyczków, wypranych brzmień syntezatorów, dzwonków orkiestrowych i łagodnych miotełek perkusyjnych. Rezultat jest doskonały niemal do bólu, z dominującymi melodiami opadających akordów molowych, nadającymi całej suicie tragiczny, elegijny ton, który bez wątpienia pasuje do materiału źródłowego”.
Nawiązując do treści serialu „Nikt nie wie, co dzieje się po drugiej stronie, ale, jak sugeruje niespokojna, poruszająca ścieżka dźwiękowa Mogwai, to, co się stanie, gdy powrócą, jest jeszcze bardziej niepokojącą perspektywą” – zauważa Laura Snapes z magazynu Pitchfork.
Według Kaia Butterwecka z laut.de członkowie zespołu tworzą „potężną całość, która pod względem ekspresji i kontrolowanej koncentracji w niczym nie ustępuje dotychczasowym dokonaniom zespołu”.

### Listy tygodniowe
| Kraj            | Lista                      | Pozycja |
| --------------- | -------------------------- | ------- |
| Belgia          | Ultratop (Flandria)        | 60      |
| Belgia          | Ultratop (Walonia)         | 74      |
| Francja         | Les Charts                 | 64      |
| Niemcy          | Offizielle Deutsche Charts | 86      |
| Szkocja         | Scottish Albums Chart      | 28      |
| Wielka Brytania | UK Albums Chart            | 64      |
| Wielka Brytania | UK Independent Albums      | 14      |